# ロボ子さん
ロボ子さん（ロボこさん、英: Robocosan、中: 萝卜子）は、日本のバーチャルYouTuber（以下「VTuber」）、バーチャルアイドル。ホロライブプロダクションの女性VTuberグループ・ホロライブの0期生のメンバー。

## 概要
誕生日は2016年5月23日。さん付けした「ロボ子さん」が正式名称である。他のメンバーからは、「ロボ子さん」、「ロボ子先輩」などと呼ばれている。
キャラクターの設定は「とある荒地にいる、いつもひとりきりのポンコツロボット。今はバーチャルユーチューバーとして、たくさんの人と交流をとって毎日を楽しく過ごすことが目標」としている。キャラクターデザインと3Dモデル制作はkuromaru9がそれぞれ担当している。ファンネームは「ろぼさー」、メンバーシップネームは「★ろぼさーへ★」若しくは「★高性能ろぼさ〜へ★」。
普段は『Fortnite』や『Apex Legends』などのファーストパーソン・シューティングゲームのゲーム実況配信を中心に活動しており、3DやASMRなどの動画も投稿している。また、ホロライブのメンバーの中では、外部のVTuberとのコラボレーションが比較的多い。

## 略歴
- 2018年
  - 2月、活動を開始した[8]。
  - 3月4日、初動画を投稿した[8]。
  - 12月1日、VTuber同士で『ポケットモンスター Let's Go! ピカチュウ・Let's Go! イーブイ』を対戦する大会「ピカV杯」に参加[9]。
- 2019年
  - 4月30日、「#Vtuber令和カウントダウン」に参加[10]。
  - 5月8日、YouTubeのチャンネル登録者数が10万人を突破[11]。
  - 8月24日、水着衣装のお披露目配信を実施[12]。
- 2020年
  - 1月1日、正月衣装のお披露目配信を実施[13]。
  - 12月17日、モデルアップデートを実施[14]。
- 2024年
  - 4月12日、YouTubeのチャンネル登録者数が100万人を突破した[15]。

## 主な出演

### ライブ・イベント
- Re:animation 13 in ageHa（2019年1月12日、STUDIO COAST） - DJとして出演[16]
- 第2回 ばーちゃるぱーく in 秋葉原エンタス（2019年6月25日、オノデン）[17]
- 「ホロライブオンステージ -でいどり～む-」（2019年10月6日、Veats Shibuya）[18]
- Cinderella switch 〜ふたりでみるホロライブ〜 vol.2（2020年10月24日、VARKにて無観客・有料オンライン配信） - 常闇トワと出演[19]
- VTuber最協決定戦 Ver.APEX LEGENDS Season2（2021年1月24日、渋谷ハルの公式YouTubeチャンネルにてオンライン配信）[20]
- hololive IDOL PROJECT 1st Live.『Bloom,』（2021年2月17日、ニコニコ生放送・SPWNにて無観客・有料オンライン配信[注釈 2]）[21]
- ホロポケカップ（2021年3月30日 - 3月31日、ニコニコ生放送）[22]
- ヴァイスシュヴァルツ＆Reバース presents ホロライブプロダクションフェスティバル（2021年10月9日 - 10月10日、横浜国際平和会議場 展示ホールD）[23]

#### ホロライブ全体ライブ
- 「hololive 1st fes. ノンストップ・ストーリー」（2020年1月24日、豊洲PIT）[24]
- 「hololive 2nd fes. Beyond the Stage Supported By Bushiroad」STAGE2（2020年12月22日、ニコニコ生放送・SPWNにて無観客・有料オンライン配信）[25]
- 「hololive 3rd fes. Link Your Wish Supported By ヴァイスシュヴァルツ」Day2（2022年3月20日、幕張メッセ）[26]
- 「hololive 4th fes. Our Bright Parade Supported By Bushiroad」DAY1（2023年3月18日、幕張メッセ）[27]
- 「hololive 5th fes. Capture the Moment Supported By Bushiroad」DAY2（2024年3月17日、幕張メッセ）[28]
- 「hololive 6th fes. Color Rise Harmony」DAY2（2025年3月9日、幕張メッセ）[29][30][31]

### ゲーム
- ブイブイブイテューヌ（2020年、ロボ子さん〈本人役〉）[32]

### インターネット番組
- ホロライブミステリー劇場2 『呪説 堕トシモノ』 マーダーミステリー・ザ・V（2021年8月27日、ニコニコ生放送）[33]

### MV
- HIMEHINA『V』[34]

## ディスコグラフィ
○出典：hololive（ホロライブ）公式サイト

### ロボ子さん
| 発売日         | タイトル   | 楽曲製作者                                              | 品番     | 出典                 |
| -------------- | ---------- | ------------------------------------------------------- | -------- | -------------------- |
| 2021年9月25日  | コトノハ   | 作詞：藤村鼓乃美、作曲：グシミヤギ ヒデユキ             | CVRD-078 | [ 35 ] [ 36 ]        |
| 2022年5月24日  | リルビ     | 作詞・作曲・編曲：てにをは                              | CVRD-157 | [ 37 ] [ 38 ]        |
| 2023年5月24日  | glory days | 作詞・作曲・編曲：TORIENA Mixing Engineer：fukui takumi | CVRD-290 | [ 39 ] [ 40 ] [ 41 ] |
| 2024年10月20日 | with∅      | 作詞・作曲・編曲・Mix：K's/Coro                         | CVRD-486 | [ 42 ] [ 43 ]        |

### hololive IDOL PROJECT
| 発売日        | タイトル                                            | 品番     | 出典   |
| ------------- | --------------------------------------------------- | -------- | ------ |
| 2019年9月16日 | Shiny Smily Story                                   | CVRD-001 | [ 44 ] |
| 2020年2月24日 | キラメキライダー☆                                   | CVRD-003 | [ 45 ] |
| 2021年1月14日 | Candy-Go-Round                                      | CVRD-021 | [ 46 ] |
| 2021年1月28日 | Suspect                                             | CVRD-025 | [ 47 ] |
| 2021年2月19日 | あすいろClearSky                                    | CVRD-031 | [ 48 ] |
| 2022年8月19日 | 飛んでK！ホロライブサマー                           | CVRD-199 | [ 49 ] |
| 2022年8月22日 | ホロメン音頭                                        | CVRD-200 | [ 50 ] |
| 2024年3月15日 | ホロライブ言えるかな？hololive SUPER EXPO 2024 ver. | CVRD-406 | [ 51 ] |

| 発売日        | タイトル | 品番     | 出典   |
| ------------- | -------- | -------- | ------ |
| 2021年4月21日 | Bouquet  | HOLO-001 | [ 52 ] |

### その他の参加作品
| 発売日        | タイトル                                              | 品番       | 出典          |
| ------------- | ----------------------------------------------------- | ---------- | ------------- |
| 2019年4月24日 | IMAGINATION vol.1                                     | QECR-91001 | [ 53 ]        |
| 2019年4月28日 | バーチャル開花最前線！/Fragment                       | ATCV-001   | [ 54 ]        |
| 2020年8月15日 | VirtuaREAL.02                                         | UP-00006   | [ 55 ] [ 56 ] |
| 2021年9月2日  | VirtuaREAL BEST.01 VirtuaREAL BEST.01 REMIX（特装版） |            | [ 57 ]        |